# David Baker
David Baker (født 6. oktober 1962) er en amerikansk biokemiker og beregningsbiolog, der har været banebrydende i at finde metoder til proteindesign og forudsigelse af deres tredimensionelle strukturer. Han er ansat som Henrietta and Aubrey Davis Endowed Professor i biokemi på Howard Hughes Medical Institute og adungeret professor i genomvidenskab, kemiteknik, computervidenskab og fysik ved University of Washington.
Han modtog en del nobelpris i kemi for sit arbejde med beregning af proteindesign i 2024.